# 潘國濂
潘國濂，BBS，JP（1943年7月9日—），香港電機工程師及政治人物，自由黨前副主席、曾任慧峰集團（今國藝控股）主席及津世企業有限公司董事。

## 生平
潘國濂早年就讀位於香港島堅道的天主教南華中學（1961年中六，於同年中文中學會考中考獲物理和化學科「良」等成績，後來取得國立台灣大學電機工程學士及香港大學電機工程碩士。他於1965年加入中華電力，1988年成為中電的第一位華人總經理，1991年至1995年任立法局議員，1993年成為港事顧問。在1994年香港區議會選舉中，潘國濂當選為九龍塘區議員。曾任土地發展公司主席、地產代理監管局主席、香港科技大學校董等崗位。他是英國特許工程師、英國電機工程師學會資深會員及香港工程師學會資深會員。2000年獲委任為太平紳士。2009年獲頒授銅紫荊星章。